# David Henrie
David Clayton Henrie (ur. 11 lipca 1989 w Mission Viejo) – amerykański aktor telewizyjny i filmowy, znany głównie z występu w dwóch sitcomach emitowanych przez Disney Channel – Świat Raven roli Larry’ego i Czarodzieje z Waverly Place jako Justin Russo, a także jako Luke, syn Teda Mosby’ego w sitcomie CBS Jak poznałem waszą matkę. Był scenarzystą kilku odcinków Czarodziejów z Waverly Place.

## Życiorys

### Wczesne lata
Urodził się w Mission Viejo w południowej Kalifornii, w rodzinie katolickiej jako syn Lindy (z domu Finocchiaro) i Jamesa Wilsona „Jima” Henrie. Jego dziadkowie ze strony matki byli Włochami. W wieku dwóch lat wraz z rodzicami wyjechał do Phoenix w Arizonie, gdzie urodził się jego młodszy brat Lorenzo James Henrie (ur. 1993), który występował w roli Chrisa Manawa w serialu Fear the Walking Dead. Kiedy miał dziesięć lat jego rodzina przeniosła się do Scottsdale, gdzie uczęszczał do Cheyenne Traditional School.

### Kariera
Mając dwanaście lat zadebiutował jako Mark Triedman w jednym z odcinków serialu Powrót do Providence (Providence, 2002). Za swój występ jako Gabe Freedman w serialu sensacyjnym CBS Bez śladu (Without a Trace, 2002) zdobył nominację do Young Artist Award. Jako 13-latek dostał rolę Peteya Pitta, syna Liz i Boba (w tej roli Dylan Baker), młodszego brata Faith (Lizzy Caplan) w sitcomie Fox The Pitts (2003). Potem wystąpił w roli Larry’ego w sitcomie Świat Raven (2004–2007), emitowanym przez Disney Channel. Zyskał popularność wśród telewidzów jako Luke Mosby, syn Teda (Josh Radnor) w sitcomie CBS Jak poznałem waszą matkę (How I Met Your Mother, 2005–2014).
W serialu komediowym fantasy emitowanym na Disney Channel Czarodzieje z Waverly Place (2007–2012) zagrał postać Justina Russo, adepta sztuki magicznej. Prócz tego Henrie napisał również scenariusz do dwóch odcinków tego serialu, w trzecim sezonie – „Alex's Logo” (2010; odcinek 17) i czwartym sezonie – „Meet the Werewolves” (2011; odcinek 13).

## Życie prywatne
W latach 2007–2008 był związany z Lucy Hale. 21 kwietnia 2017 wziął ślub z byłą Miss stanu Delaware Marią Cahill. Mają córkę o imieniu Pia (ur. 2019).
Ma wytatuowane na ramionach wersety biblijne z Listu do Galacjan 5:22-23: „Owocem zaś ducha jest: miłość, radość, pokój, cierpliwość, uprzejmość, dobroć, wierność, łagodność, opanowanie. Przeciw takim [cnotom] nie ma Prawa”.

## Filmografia

### Regularne występy
- 2003: The Pitts jako Petey Pitt
- 2003: Producenci potworów (Monster Makers) jako Danny Burke
- 2004: Śledztwo hollywoodzkiej mamy (The Hollywood Mom's Mystery) jako Oliver Palumbo
- 2004: Lato w Arizonie (Arizona Summer) jako Bad
- 2003–2007: Świat Raven (That's So Raven) jako Larry
- 2005–2014: Jak poznałem waszą matkę (How I Met Your Mother) jako Luke Mosby
- 2007–2012: Czarodzieje z Waverly Place (Wizards of Waverly Place) jako Justin Russo
- 2008: Tatastrofa (Dadnapped) jako Wheeze
- 2009: Czarodzieje z Waverly Place: Film (Wizards of Waverly Place: The Movie) jako Justin Russo
- 2011: The Assistants jako Mike Beadle
- 2012: Kari-gurashi no Arietti jako Shawn (głos)
- 2012: Little Boy jako London Busbee
- 2013: Jeszcze Większe Dzieci (Grown Ups 2) jako członek bractwa

### Gościnne występy
- 2002: Powrót do Providence (Providence) jako Mark Triedman
- 2002: Bez śladu (Without a Trace) jako Gabe Freedman
- 2003: The Mullets
- 2003: Potyczki Amy (Judging Amy) jako Jeremy
- 2004: The D.A jako Alex Henry
- 2004: Jack & Bobby jako Sniffly
- 2004: Method & Red jako Skyler Blaford
- 2004: Agenci NCIS (Navy NCIS: Naval Criminal Investigative Service) jako Willy Shields
- 2005: Dr House (House) jako Tommy
- 2005: Dowody zbrodni (Cold Case) jako Dale Wilson
- 2009: Suite Life: Nie ma to jak statek (The Suite Life on Deck) jako Justin Russo
- 2010: Jonas w Los Angeles (JONAS L.A.) jako on sam
- 2010: Easy to Assemble jako Ethan